# Joseph Wright (remer)
Joseph Walter Harris "Joe" Wright, Sr. (Villanova, Ontario, 14 de gener de 1864 - Toronto, 28 d'octubre de 1950) va ser un esportista canadenc que va competir a cavall del segle xix i el segle XX i destacà en nombrosos esports, però que destacà en rem.
Com a remer aconseguí més de 130 victòries en diferents modalitats de rem. El 1904 va prendre part en els Jocs Olímpics de Saint Louis, on va guanyar la medalla de plata en la prova de vuit amb timoner del programa de rem. Quatre anys més tard, a Londres guanyà la medalla de bronze en la mateixa prova.
També destacà en atletisme, billar, lluita lliure, boxa i tir. Entre 1928 i 1931 formà part de l'Ajuntament de Toronto. Era el pare de Joseph Wright, Jr., vencedor d'una medalla olímpica el 1928.